# Julio Palmaz
Julio Palmaz (ur. 13 grudnia 1945 w La Placie, Argentyna) – argentyńsko-amerykański lekarz, który  wynalazł rozszerzalny balonem stent.

## Życiorys
Palmaz studiował medycynę na Universidad Nacional de La Plata, uzyskując dyplom w 1971. Następnie specjalizował się w radiologii na Uniwersytecie Kalifornijskim w Davis (Martinez Veterans Administration Medical Center) do 1974. Od 1974 pracował w Szpitalu Uniwersyteckim San Martinez w La Plata w radiologii naczyniowej. Od 1983 był dyrektorem angiografii (i procedur specjalnych) w University of Texas Health and Science Center w San Antonio, gdzie pozostał do 1999. Był tam profesorem i kierownikiem badań sercowo-naczyniowych i bioprotez.
Po wysłuchaniu wykładu Andreasa Gruentziga w Nowym Orleanie w 1978 na temat jego cewnika balonowego, opracował stent, który można było rozszerzyć za pomocą metody cewnika z balonem  i miał na celu zapobieganie ponownemu zamknięciu tętnic po leczeniu cewnikiem balonowym. Pracował z kardiologiem Brooke Army Medical Center Richardem Schatzem i był finansowany przez właściciela lokalnej sieci restauracji, Phila Romano. W 1988 otrzymał patent i dalej rozwijał stent we współpracy z firmą Johnson & Johnson, która zainwestowała 100 milionów dolarów w rozwój i zapłaciła trio Palmaz, Schatz i Romano 10 milionów dolarów za pierwsze licencje. FDA zatwierdziło stenty dla tętnic obwodowych w 1991 i dla tętnic wieńcowych w 1994. W 1998 Johnson & Johnson kupił patent od wynalazców.
Palmaz później założył własną firmę z Romano i Schatz, która dalej rozwijała technologie stentów (Advanced Bio Prosthetic Surfaces). Posiada 17 patentów. Palmaz łączy obszary nanotechnologii (nowe materiały), mikroelektroniki, medycyny i biologii molekularnej. Jeden ze swoich wynalazków (stent) nosi w swojej lewej tętnicy wieńcowej.
Palmaz ma własną winnicę w Napa Valley w Kalifornii, gdzie posiada kolekcję sportowych samochodów Porsche, z których ulubionym jest Porsche 917 z 1970, zwycięzca Grand Prix Le Mans. W 2006 został wprowadzony do Galerii Sław Narodowych Wynalazców. Za rok 2019 otrzymał nagrodę Fritza J. i Dolores H. Russ.